# Graščina Brest
Graščina Brest (nemško Ebenporthen) je graščina v vasi Brest pri Igu.
Zgradil jo je Hans Seifried pl. Portner leta 1664 kot enonadstropno poslopje pravokotnega tlorisa z dvema okroglima stolpoma na vogalih. V 18. stoletju so bili lastniki graščine Tauffererji, Ottheimi in knezi Auerspergi, nato pa jo je sredi 19. stoletja kupil Franc Galle, graščak v Bistri. Graščina je bila pred 2. svetovno vojno precej predelana in prešla v last rodbine Švigelj. Konec leta 1943 so grad požgali partizani in naredili kar nekaj škode. Sedaj so v njem stanovanja.